# Reno 911!: Miami
Reno 911!: Miami è un film commedia statunitense del 2007 diretto da Robert Ben Garant.
Il film è basato sulla serie televisiva Reno 911!.